# NGC 395
NGC 395 је расејано звездано јато у сазвежђу Тукан које се налази на NGC листи објеката дубоког неба.
Деклинација објекта је - 71° 59' 39" а ректасцензија 1h 5m 7,3s. Привидна величина (магнитуда) објекта NGC 395 износи 14,0. NGC 395 је још познат и под ознакама ESO 51-SC16.